# Huta Tinggi (Parmonangan)
Huta Tinggi is een bestuurslaag in het regentschap Tapanuli Utara van de provincie Noord-Sumatra, Indonesië. Huta Tinggi telt 2311 inwoners (volkstelling 2010).